# Theofilos (Bibeln)
Theofilos, är den person, till vilken aposteln Lukas dedicerat dels sitt evangelium ("för att du skall förstå att de upplysningar du har fått är tillförlitliga"; Lukas 1:3–4), dels sin missionshistoria (Apostlagärningarna 1:1). Stavningen av namnet följer här Bibel 2000. I 1917 års kyrkobibel skrevs namnet Teofilus.
Theofilos identitet är inte känd. Det sätt varpå han harangeras ("högt ärade Theofilos") markerar att han var en förnäm person, som intresserade sig för de kristnas förhållanden - kanske en romersk ämbetsman,  men namnet betyder "vän till Gud" på grekiska, och det skulle kunna innebära att det är en abstraktion. En intressant detalj är att dedikationen är mer familjär i Apostlagärningarna än i evangeliet, vilket skulle kunna tolkas som om Theofilos var en reell person, som Lukas lärt känna bättre. Texten i Lukasevangeliet är i viss mån anpassad för icke-judiska läsare, men en annan tradition menar, att Theofilos var en jude bosatt i Alexandria.